# Tatravagónka
Tatravagónka ist ein slowakischer Güterwagenhersteller mit Werken in Poprad und Trebišov. Das Unternehmen stellte im Jahre 2008 beinahe ein Fünftel aller europäischer Güterwagen her, hauptsächlich Flachwagen, Kesselwagen, Spezialwagen für den Coil- und Containertransport sowie Drehgestelle der Bauarten Y25 und TVP 2007.

## Geschichte
Das Unternehmen wurde als 1928 Popradská vagónka a strojáreň Halath a Ing. Petrovský gegründet. 1937 hieß es Popradská vagónka, strojáreň a pilkáreň, družstvo s r.o. Ab 1944 trug der Betrieb den Namen Slovenská vozovka a strojáreň, spol. s r.o.
Kurzzeitig vor der Verstaatlichung 1948 wurde der Betrieb Slovenská vozovka genannt. Mit der Verstaatlichung wurde Vagónka Tatra Poprad in die Vagonka Tatra Smíchov integriert. 1952 wurde die Herstellung von Drehgestellen europäischer Art aufgenommen. Das Werk in Poprad wurde zum Monopolhersteller von Drehgestellen für die gesamte Tschechoslowakei. In den 1970er Jahren wurde das Unternehmen zum größten Hersteller von Güterwagen und erreichte eine Stückzahl von 4.000 Waggons pro Jahr. 1986 wurde in neugebauten Hallen die Produktion von Y25-Drehgestellen aufgenommen. Damals stellte das Werk jährlich 10.500 Drehgestelle her. Ab 1969 trug der Wagenhersteller den Namen Vagónka Poprad. 
Vagónka Poprad wurde 1994 privatisiert und firmierte fortan als Tatravagónka. 2006 ist Tatravagónka von der Firma Optifin Invest des russischstämmigen Unternehmers Alexej Beljajev übernommen worden. 2012 übernahm Tatravagónka die Eisenbahnlaufwerke Halle (ELH) von Andreas Goer, dem Eigentümer der AAE, und einem Partner. Ende 2016 besaß Optifin Invest noch 52,54 Prozent der Anteile, während Erdosa Investments Limited den restlichen Anteil hielt.
2018 übernahm die Logistikfirma Budamar 50 Prozent der Anteile. Anfang September desselben Jahres erwarb ELH -Eisenbahnlaufwerke Halle (Tochterunternehmen von Tatravagonka) den insolventen sächsischen Güterwagenhersteller Waggonbau Niesky.
Im Oktober 2021 übernahm Tatravagónka das seit 2012 insolvente kroatische Unternehmen TŽV Gredelj.
2024 wurde gemeinsam mit Jupiter Wagons eine Radsatzfabrik in Aurangabad (Maharashtra) eröffnet.

Güterwagen von Tatravagónka
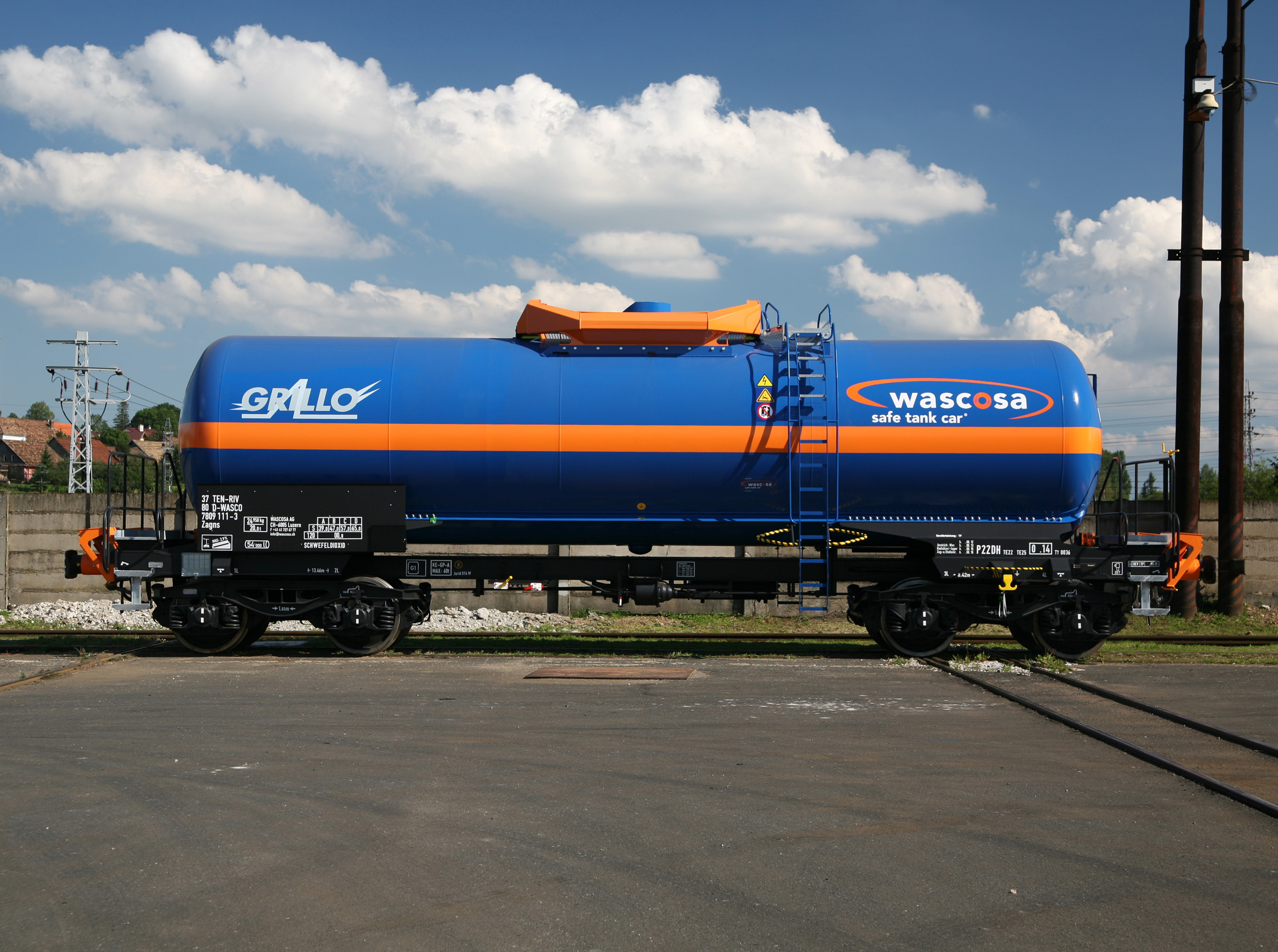
Von Tatravagónka entwickelter Kesselwagen Safe tank car für Wascosa
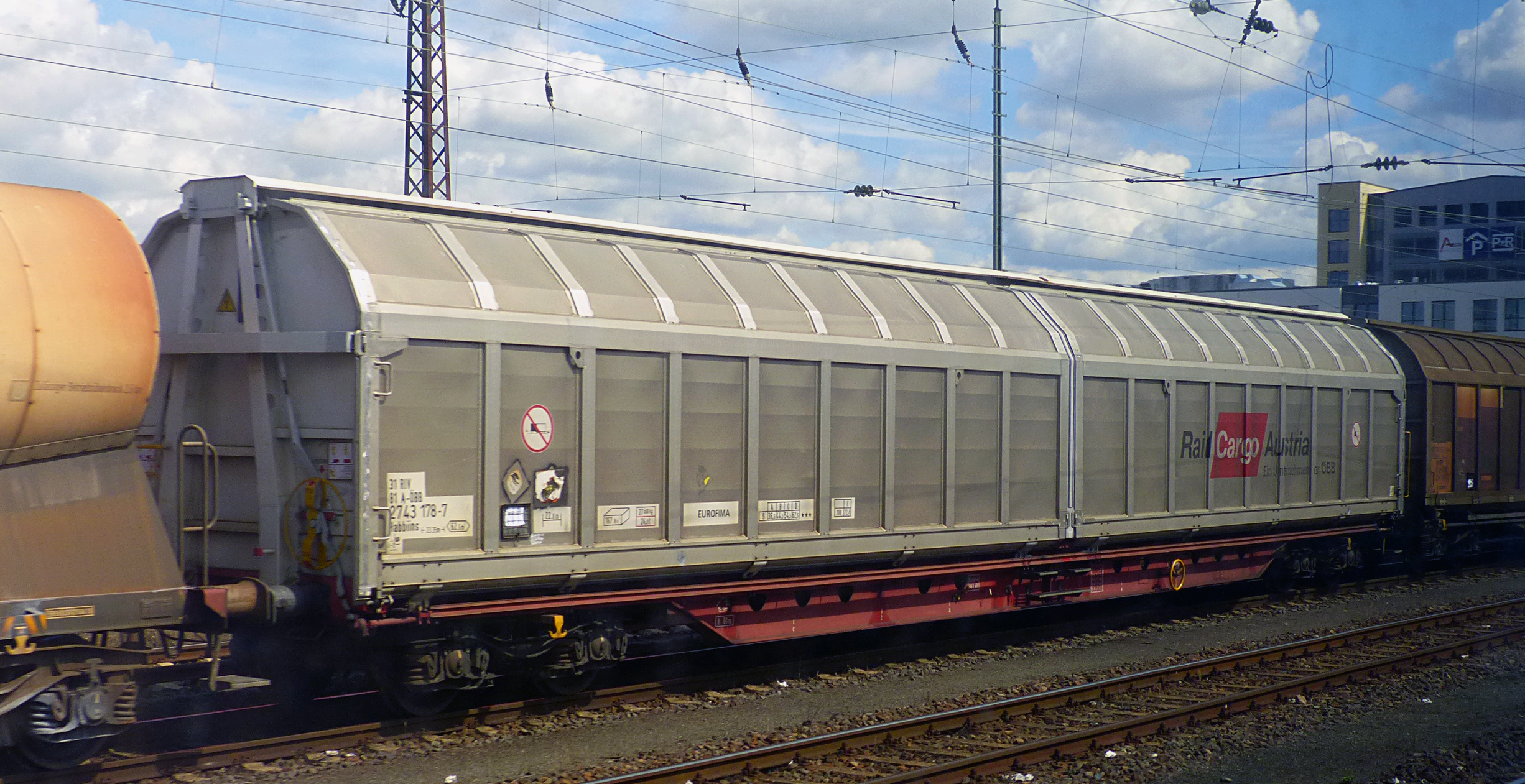
Schiebewandwagen der RCA mit Drehgestellen der Bauart TVP 2007
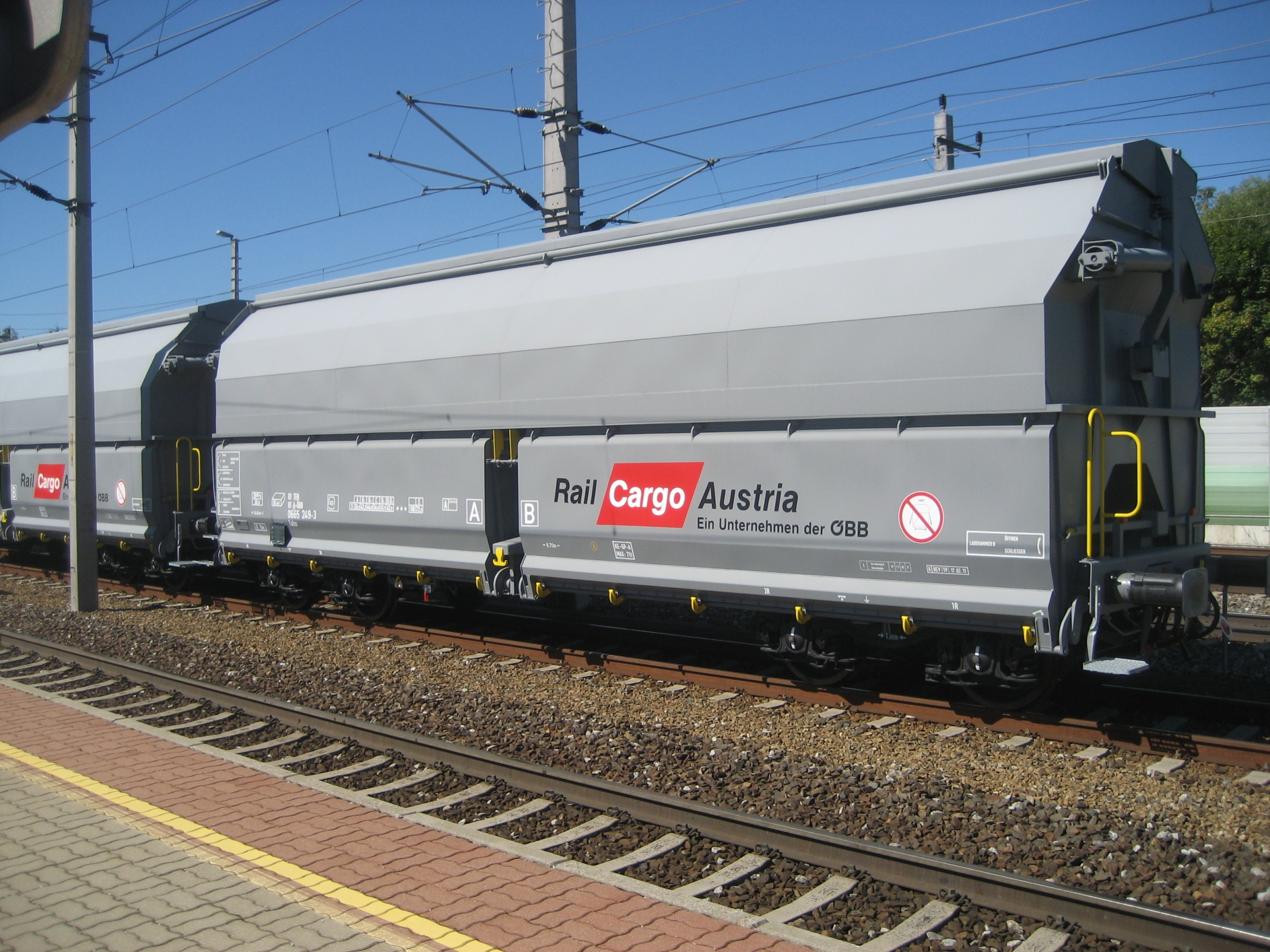
Gedeckter Schüttgutwagen der RCA mit Drehgestellen der Bauart TVP 2007

## Produktion und Absatz
Das Unternehmen verzeichnet seit 2017 einen bedeutsamen Anstieg bei dem Absatz von Güterwagen und Drehgestellen. Im Jahr 2021 wurden gemäß Geschäftsbericht knapp 4.000 Güterwagen und ca. 11.500 Drehgestelle produziert. Dies entspricht einer ungefähren Verdopplung binnen fünf Jahren. Im Jahr 2017 entfiel ca. 80 % der Produktionsmenge auf den Unternehmensstandort Poprad und ca. 20 % auf das Werk Trebišov. Etwa 30 % der Produktionsmenge entfiel auf Containertragwagen, je 20 % auf gedeckte Schüttgutwagen, Doppeltaschenwagen sowie Kesselwagen und 10 % auf sonstige Wagen. Der Anstieg der Produktion bis 2021 wurde insbesondere im Segment der Containertragwagen erzielt. Die Produktionsmenge setzt sich zu etwa 60 % aus Containertragwagen, zu 20 % aus Doppeltaschenwagen und zu weiteren 20 % aus Kesselwagen, Schüttgutwagen und sonstigen Wagen zusammen. Im Jahr 2017 entfielen ca. 92,5 % des Umsatzes auf den Verkauf von Güterwagen. Die Verdopplung des Güterwagen- und Drehgestellabsatzes im Zeitraum 2017 bis 2021 erforderte einen deutlichen Ausbau der Fertigungskapazitäten. Im Jahr 2018 wurden acht Fertigungsstraßen betrieben. Bis 2021 wurde eine neunte Fertigungsstraße installiert. Die Anzahl der Beschäftigten in der Fertigung stieg von ca. 1.000 auf ca. 1.250 an. Ein weiterer Ausbau der Produktionskapazitäten ist geplant.
Der bedeutsamste Absatzmarkt für Tatravagónka Poprad war bislang die Schweiz. Im Jahr 2017 entfiel ca. 33 % des Umsatzes auf Schweizer Kunden, gefolgt von Frankreich (ca. 29 %) und Österreich (ca. 16 %). Im Jahr 2021 entfiel ca. 41 % des Umsatzes auf Schweizer Kunden, gefolgt von Polen (ca. 24 %), Deutschland (ca. 16 %) und Tschechien (ca. 9 %). Das Jahresgeschäft wird gegenwärtig von Großbestellungen privater Güterwagenhalter- bzw. vermieter bestimmt, darunter z. B. Emerwa, GATX, Gefco, Metrans, Nacco oder VTG.